# Tomáš Strnad
Tomáš Strnad (*8. prosince 1980 v Praze) je český fotbalový záložník, v současnosti trénuje Spartak Police n. M. a v Náchodě provozuje kavárnu Waffle Cafe. Mimo Česka působil na Slovensku.

## Klubová kariéra
Svoji fotbalovou kariéru začal ve Slavii Praha. V roce 2001 zamířil do Radotína. Následně se stal hráčem Bohemians Praha. V roce 2005 zamířil na Kladno. V červenci 2007 odešel do Banské Bystrice, která se pro něj stala prvním zahraničním angažmá. Po roce se vrátil zpět na Kladno. Před ročníkem 2010/11 zamířil do Senice. V létě 2012 přestoupil do Hradce Králové. Po roce v klubu skončil.